# Etmopterus gracilispinis
Etmopterus gracilispinis és una espècie de peix de la família dels dalàtids i de l'ordre dels esqualiforms.

## Morfologia
- Els mascles poden assolir 35 cm de longitud total.[3][4]

## Reproducció
És ovovivípar.

## Alimentació
Menja peixos osteïctis, calamars, polps i gambes d'aigües profundes.

## Hàbitat
És un peix marí d'aigües profundes que viu entre 70–1000 m de fondària.

## Distribució geogràfica
Es troba a l'Atlàntic occidental (Virgínia i Florida -Estats Units-, Uruguai, Argentina, Surinam i Brasil) i al sud-est de l'Atlàntic (Província del Cap i KwaZulu-Natal a Sud-àfrica).